# Psilocymbium defloccatum
Psilocymbium defloccatum är en spindelart som först beskrevs av Eugen von Keyserling 1886.  Psilocymbium defloccatum ingår i släktet Psilocymbium och familjen täckvävarspindlar.
Artens utbredningsområde är Peru. Inga underarter finns listade i Catalogue of Life.